# Plescop
Plescop är en kommun i departementet Morbihan i regionen Bretagne i nordvästra Frankrike. Kommunen ligger i kantonen Grand-Champ som tillhör arrondissementet Vannes. År 2022 hade Plescop 6 200 invånare.

## Befolkningsutveckling
Antalet invånare i kommunen Plescop
| Referens: INSEE |